# Malawi nos Jogos Olímpicos de Verão de 2008
Malawi participou dos Jogos Olímpicos de Verão de 2008, em Pequim, na China. O país estreou nos Jogos em 1972 e essa foi sua 8ª participação.

## Desempenho

### Atletismo
| Atleta           | Prova            | Elims.   | Elims. | Quartas | Quartas | Semifinal   | Semifinal   | Final       | Final       |
| Atleta           | Prova            | Res.     | Pos.   | Res.    | Pos.    | Res.        | Pos.        | Res.        | Pos.        |
| ---------------- | ---------------- | -------- | ------ | ------- | ------- | ----------- | ----------- | ----------- | ----------- |
| Chauncy Master   | 1500 m masculino | 3m44s96  | 40º    |         |         | Não avançou | Não avançou | Não avançou | Não avançou |
| Lucia Chandamale | 5000 m feminino  | 16m44s09 | 28º    |         |         |             |             | Não avançou | Não avançou |

### Natação
| Atleta            | Prova                | Elims. | Elims. | Semifinal   | Semifinal   | Final       | Final       |
| Atleta            | Prova                | Tempo  | Pos.   | Tempo       | Pos.        | Tempo       | Pos.        |
| ----------------- | -------------------- | ------ | ------ | ----------- | ----------- | ----------- | ----------- |
| Charlton Nyirenda | 50 m livre masculino | 27s46  | 80º    | Não avançou | Não avançou | Não avançou | Não avançou |
| Zahra Pinto       | 50 m livre feminino  | 32s53  | 82º    | Não avançou | Não avançou | Não avançou | Não avançou |